# Haikouichthys ercaicunensis
Haikouichthys ercaicunensis és una espècie fòssil d'animal primitiu semblant a un peix dels esquistos de Maotianshan (Cambrià inferior) de la Xina.
Anàlisis cladístiques indiquen que aquest animal és probablement un àgnat primitiu o un cordat semblant a un peix, relacionat més properament amb les llamprees. Té una mida d'uns 2,5 cm i és una mica més estret que el Myllokunmingia, un altre peix primitiu que ha estat trobat als mateixos estrats. L'holotip en va ser trobat a la Formació Qiongzhusi a la zona 'Eoredlichia' a prop de Haikou a Yunnan.

## Característiques
Té un cap i una cua diferenciats. El cap té entre sis i nou brànquies. Hi ha un nombre de segments amb forma de ve baixa apuntades cap a la cua. Probablement té un notocordi, tot i que només se n'ha preservat un segment curt en l'únic espècimen conegut. Té una aleta dorsal prominent amb radis. Els radis semblen inclinar-se cap endavant a mesura que s'acosten al que, segons les estructures internes, és el cap. Això passa amb alguns peixos moderns però és una distribució rara. Hi ha tretze estructures circulars a la part inferior que podrien ser gònades. No hi ha cap senyal de mineralització dels elements de l'esquelet.

## Haikouichthysa Caminant entre Monstres
Al primer episodi de la sèrie de la BBC Caminant entre Monstres, Haikouichthys apareix descrit com un tipus de peix primitiu. Un banc de Haikouichthys ataquen un Anomalocaris ferit.